# Palicourea loxensis
Palicourea loxensis är en måreväxtart som beskrevs av Charlotte M. Taylor. Palicourea loxensis ingår i släktet Palicourea och familjen måreväxter. Inga underarter finns listade i Catalogue of Life.